# 피에트라스토르니나
피에트라스토르니나(이탈리아어: Pietrastornina)는 이탈리아 캄파니아주 아벨리노도의 코무네다.